# Phytobia bohemica
Phytobia bohemica är en tvåvingeart som beskrevs av Cerny 2001. Phytobia bohemica ingår i släktet Phytobia och familjen minerarflugor. Inga underarter finns listade i Catalogue of Life.